# Afeni Shakur

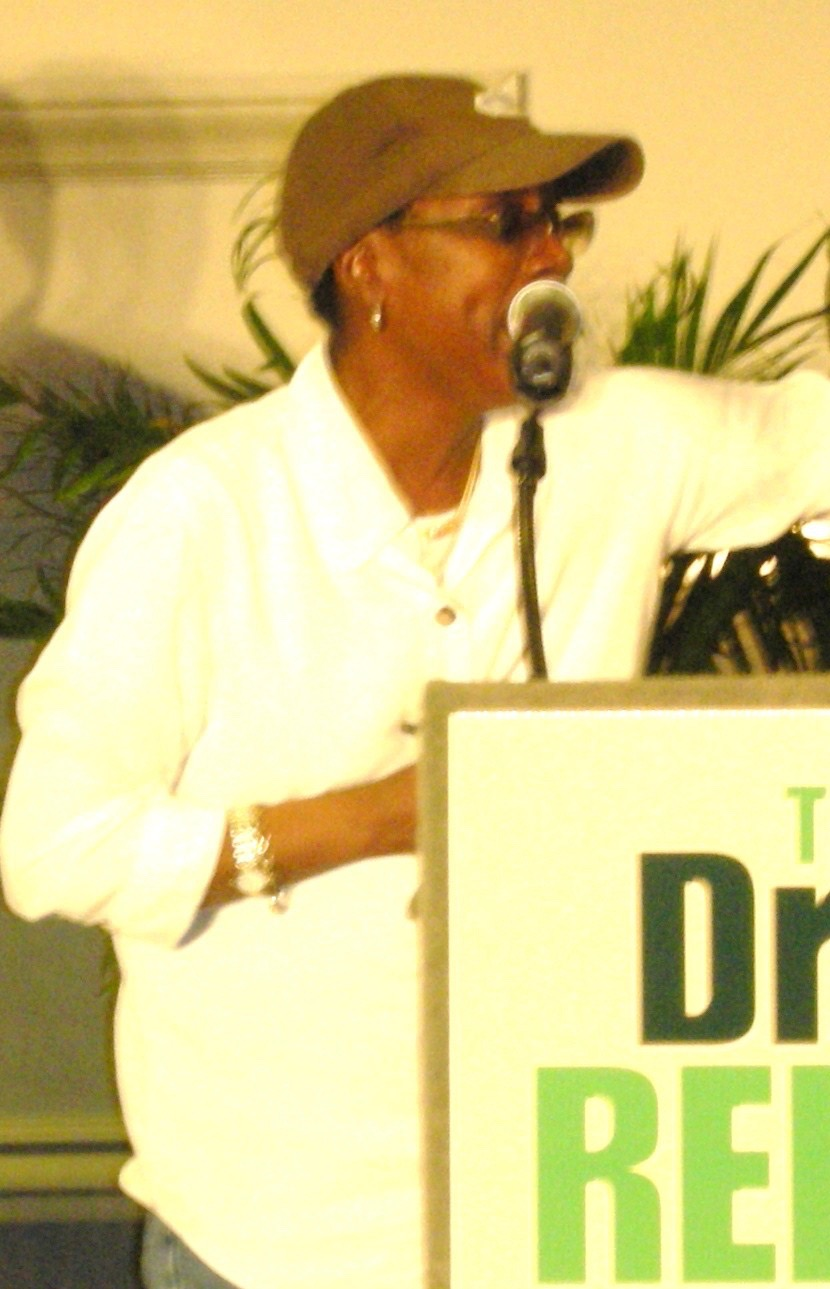
Afeni Shakur

Afeni Shakur Davis, urodzona jako Alice Faye Williams (ur. 10 stycznia 1947 w Lumberton, USA, zm. 2 maja 2016 w Hrabstwie Marin, Kalifornia, USA) – afroamerykańska działaczka społeczna. Uczestniczka ruchu Czarnych Panter. Matka rapera Tupaca Shakura.
13 września 1996, z pieniędzy zarobionych ze sprzedaży pośmiertnych płyt Tupaca, Afeni założyła „Tupac Amaru Shakur Foundation”, która oferuje programy artystyczne dla młodzieży i Amaru Entertainment. Uruchomiła również linię odzieżową „Makaveli”. W 2007 wygrała sprawę sądową z wytwórnią Death Row Records, w wyniku której uzyskała prawa do 150 niepublikowanych piosenek jej syna. Była producentką wykonawczą filmu Tupac: Zmartwychwstanie. Wystąpiła także w filmach Tupac Shakur: Thug Angel 2, Beef, Beef II, Fade to Black i Baadasssss Cinema. Syn poświęcił jej utwór „Dear Mama”.
Dwukrotnie zamężna: z Lumumbą Shakurem (1968–1971) i z Mutulu Shakurem (1975–1982).